# Europastraße 231
Die Europastraße 231 (kurz: E 231) verläuft auf der niederländischen A1 von Amsterdam nach Amersfoort. Sie ist mit einer Länge von etwa 40 km eine der kürzesten Europastraßen.

## Verlauf
Die E 231 beginnt in Amsterdam am „Knooppunt Watergraafsmeer“ an der niederländischen A10 (zugleich E 35). Sie führt entlang dem Markermeer an Diemen und Muiden am Südufer des Gooimeers vorbei nach Bussum und weiter nach Laren. Hilversum wird nördlich passiert. Bei Eemnes kreuzt die E 231 die A 27.  Sie endet bei Amersfoort am „Knooppunt Hoevelaken“ an der niederländischen A1. Am „Knooppunt Hoevelaken“ bei Amersfoort endet die E 231. Hier gehen die Europastraßen 30 und 232 ab.